# Samuel Friedrich Lauterbach

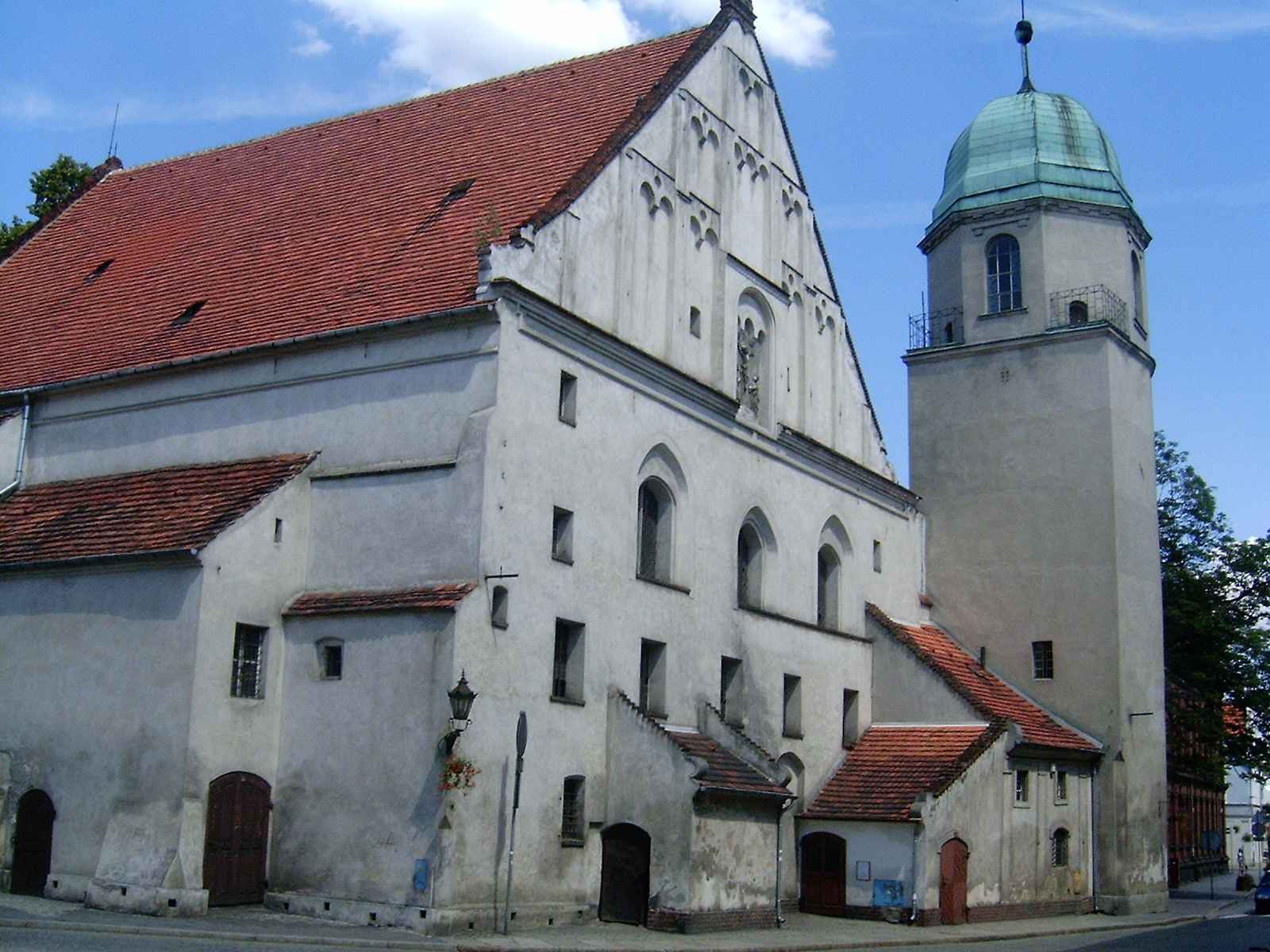
Evangelische Kirche "Kripplein Christi" in Fraustadt (Wschowa)

Samuel Friedrich Lauterbach (* 30. Oktober 1662 in Fraustadt, Polen; † 24. Juni 1728 ebenda) war ein deutscher lutherischer Theologe und Historiker in Polen.
Lauterbach wurde als Sohn des Schuhmachers Caspar Lauterbach (1611–1695) und der Anna von Troyin (1624–1709) geboren. Seine Ausbildung an der damals bekannten Fraustädter Lateinschule erhielt er durch den Baccalaureus Caspar Stoltz. 1679 wechselt er zum Gymnasium nach Thorn (pl. Toruń), 1681 zum Magladen-Gymnasium in Breslau. Dank des von Valerius Herberger gestifteten Stipendiums konnte Lauterbach seine Studien in Leipzig und Magdeburg fortsetzen. 1687 wurde er als Auditor nach Fraustadt gerufen und 1688 zum Baccalaureus ernannt.
Am 14. Dezember 1691 berief ihn Piotr von Zychlinski zum lutherischen Pastor von Röhrsdorf (pl. Osowa Sień). Laut königlichem Edikt musste die Gemeinde die Kirche im Jahr 1700 an die katholische Kirche zurückgeben. Bereits 1699 erhielt Lauterbach von dem deutschen Erbherrn von Birnbaum (pl. Miedzychód), Boguslaus von Unruh, das dortige Diakonat angeboten. Gleichzeitig bot ihm seine Heimatstadt das Hilfsdiakonat an, das er aus Dankbarkeit für die während seiner Studien gewährten Hilfe annahm. 1701 wurde er zum Diakon ernannt und nach dem Tod seines Vorgesetzten wurde er 1709 zum Pastor und Schulinspektor am „Kripplein Christi“ gewählt. 1717 wurde er zum Kreissenior und 1727 zum Generalsenior aller Kirchen Augsburgischen Bekenntnisses in Großpolen (pl. Wielkopolska) gewählt.
Lauterbach wurde bekannt für seine theologischen Schriften, aber auch für seine historischen Arbeiten. Er selbst sah sich als Nachfolger seines großen Vorgängers Valerius Herberger, dessen Biographie er verfasste. Ebenso wie Herberger musste er eine schreckliche Pestepidemie erleben (1709/10). In seinem Werk zeigte Lauterbach seine Liebe zu seiner Heimat, zu Fraustadt und zu Polen und verfasste die erste deutschsprachige Geschichte Polens. Er erhielt das adelige Privileg, auf seinem Grabmal ein Sargporträt anfertigen zu lassen.
Lauterbach hatte zweimal geheiratet, 1690 die Kaufmannstochter Anna Barbara Prüfer (gestorben am 6. November 1717) und 1719 Rosina Kärger (gestorben 1726). Beide Ehen blieben kinderlos.